# 由利本荘市総合開発センター「有鄰館」
由利本荘市総合開発センター「有鄰館」（ゆりほんじょうしそうごうかいはつセンター ゆうりんかん）は、秋田県由利本荘市東由利にある総合開発センター。名称は中国の古典にある「徳は孤ならず、必ず鄰有り」という文句にちなんだもので、「有隣館」と書かれることがある。

## 歴史
由利郡下郷村と玉米村が合併し1955年に成立した東由利村であったが、1970年代になっても旧村時代の意識が強かった。状況を打開するため、1971年に2つの農協が合併し、新生東由利農協が誕生した。1974年の町制施行後も、町内の各種団体が連絡・協議するための組織づくりが進められた。この組織が推進したのが総合開発センター「有鄰館」の建設である。
1975年に公民館が完成し12月から使用が始まると、1976年に町は山村開発センターに取り組み、公民館の隣の用地で10月から工事が進められた。1977年11月にオープンした。
2000年8月に集会室、婦人研究室、農林研究室、食生活改善実習室、小会議室、生活改善実習室、保健相談室を全面的に改築し、ラウンジ、障害者用トイレや車いす対応出入口などはバリアフリー化した。しかし2005年にはアスベストの使用が確認された。2024年9月以降、館内一部の改修または新館の増築を予定している。

## 周辺
東由利町時代に文教施設や公共施設が集められた台山地区にある。
- 由利本荘市役所東由利総合支所・東由利公民館
- 東由利体育館
- 道の駅東由利